# Palazzo del Dipartimento del tesoro degli Stati Uniti d'America
Il palazzo del Dipartimento del tesoro è la sede del Dipartimento del tesoro degli Stati Uniti d'America. È situato al numero 1500 della Pennsylvania Avenue, Northwest, Washington
Dal 1971 è un National Historic Landmark.
Il palazzo è raffigurato sul retro della banconota da dieci dollari degli Stati Uniti.
Di fronte alla facciata meridionale è posta una statua del primo segretario al tesoro degli Stati Uniti d'America, Alexander Hamilton, rivolta verso la piazza che ne porta il nome e The Ellipse più oltre;
una statua del quarto segretario, Albert Gallatin, sta davanti all'ingresso nord; entrambe sono opera dello scultore James Earle Fraser.